# Gattlin Griffith
Gattlin Tadd Griffith (Los Angeles, 13 de novembro de 1998) é um ator mirim que já atuou em vários filmes e séries de TV. 
Interpretou em 2008, o garoto "Walter Collins", o filho desaparecido de "Christine Collins", vivida por Angelina Jolie, no filme A Troca, dirigido por Clint Eastwood. Interpretou também Jesse, no episódio 6, da 5ª temporada de Supernatural.

## Biografia
Gattlin nasceu na cidade de Los Angeles, em 1998, filho do dublê Tad Griffith e sua esposa, Morrison Griffith, amazona e especialista em acrobacias sobre cavalo. Gattlin tem três irmãos mais novos, Callder West, Arrden Hunt e Garrison Cahill. Ele agora joga futebol americano pelo Santa Clarita Warriors e ingressou na Universidade da Califórnia em Los Angeles, ainda atuando esporadicamente.

## Filmografia
| Filmes | Filmes                   | Filmes                  | Filmes         |
| Ano    | Título Original          | Título (Brasil)         | Papel          |
| ------ | ------------------------ | ----------------------- | -------------- |
| 2002   | Reckoning                | Reckoning               | Bebê           |
| 2008   | Changeling               | A Troca                 | Walter Collins |
| 2009   | Uncorked                 | Uncorked                | Luke (para TV) |
| 2009   | Couples Retreat          | Encontro de Casais      | Robert         |
| 2009   | The New Daughter         | The New Daughter        | Sam James      |
| 2010   | Blood Done Sign My Name  | Blood Done Sign My Name | Tim Tyson      |
| 2010   | The River Why            | The River Why           | Bill Bob       |
| Séries |                          |                         |                |
| Ano    | Título                   | Papel                   | Notas          |
| 2006   | Untold Stories of the ER | Brian Bogart            | 1 episódio     |
| 2007   | Cold Case                | Clayton Hathaway (1987) | 1 episódio     |
| 2007   | How I Met Your Mother    | Garoto                  | 1 episódio     |
| 2007   | Monk                     | Matthew                 | 1 episódio     |
| 2008   | Unhitched                | Garoto Helmet           | 1 episódio     |
| 2008   | Eli Stone                | Eli (jovem)             | 1 episódio     |
| 2009   | Eleventh Hour            | Nicky Harris            | 1 episódio     |
| 2009   | Without a Trace          | Travis Feretti          | 1 episódio     |
| 2009   | Supernatural             | Jesse Turner            | 1 episódio     |
| 2010   | Criminal Minds           | Robert Brooks           | 1 episódio     |